# Tashirův indikátor
Tashirův indikátor nebo jen zkráceně indikátor Tashiro je acidobazický indikátor pro oblast přechodu pH mezi hodnotami 4,4 a 6,2. Patří mezi směsné indikátory, jde o roztok 0,1 % methylenové modři a 0,03 % methylčerveni v některém z primárních jednosytných alkoholů (např. ethanol). V bodě ekvivalence má šedou barvu, v kyselém pásmu purpurovou až fialovou a v zásaditém smaragdově zelenou.